# Янам
Янам (телугу యానాం) — город в Индии, административный центр округа Янам союзной территории Пудучерри.

## История
В XVIII веке здесь была основана европейская колония Янаон, которая не раз переходила из рук в руки, в итоге войдя в состав Французской Индии.
После образования независимой Индии во французских колониях на индийском субконтиненте начало шириться движение за объединение с Индией. В июне 1954 года администрация Янаона объявила о присоединении к Индии. Официальный договор о передаче земель бывшей Французской Индии был заключён в мае 1956 года, ратифицирован французским парламентом в мае 1962 года, а обмен ратифицированными документами между Францией и Индией состоялся 16 августа 1962 года. С 1 июля 1963 года бывшая Французская Индия стала союзной территорией Пудучерри.